# دلار زیمبابوه
دلار زیمبابوه (به انگلیسی: Zimbabwean dollar) با کد ایزوی ZWL، یکای پول رایج در کشور زیمبابوه بود. مسئولیت کنترل این یکای پول برعهدهٔ بانک مرکزی زیمبابوه قرار داشت.

## منسوخ شدن
ابتدا در سال ۲۰۰۶ میلادی یکای پول این کشور از دلار زیمبابوهٔ اول به دلار زیمبابوهٔ دوم با حذف ۳ صفر تغییر کرد و سپس دلار زیمبابوهٔ دوم و در سال ۲۰۰۹ جای خود را  با حذف ۴ صفر به دلار زیمبابوهٔ سوم داد و در آخر در سال ۲۰۱۱ دلار زیمبابوه سوم  با حذف ۳ صفر دیگر به دلار زیمبابوه چهارم تبدیل شد اما ارزش این پول آنقدر کم بود که این پول در سال ۲۰۱۴ منسوخ شد و اکنون مردم زیمبابوه از ارز های کشور های دیگر استفاده می کنند.
اکنون زیمبابوه یکای پول مستقل ندارد و هرگونه دلار زیمبابوه بی‌ارزش است.